# Weissia coarctata
Weissia coarctata là một loài Rêu trong họ Pottiaceae. Loài này được (P. Beauv.) Lindb. miêu tả khoa học đầu tiên năm 1873.